# Poelietrekker

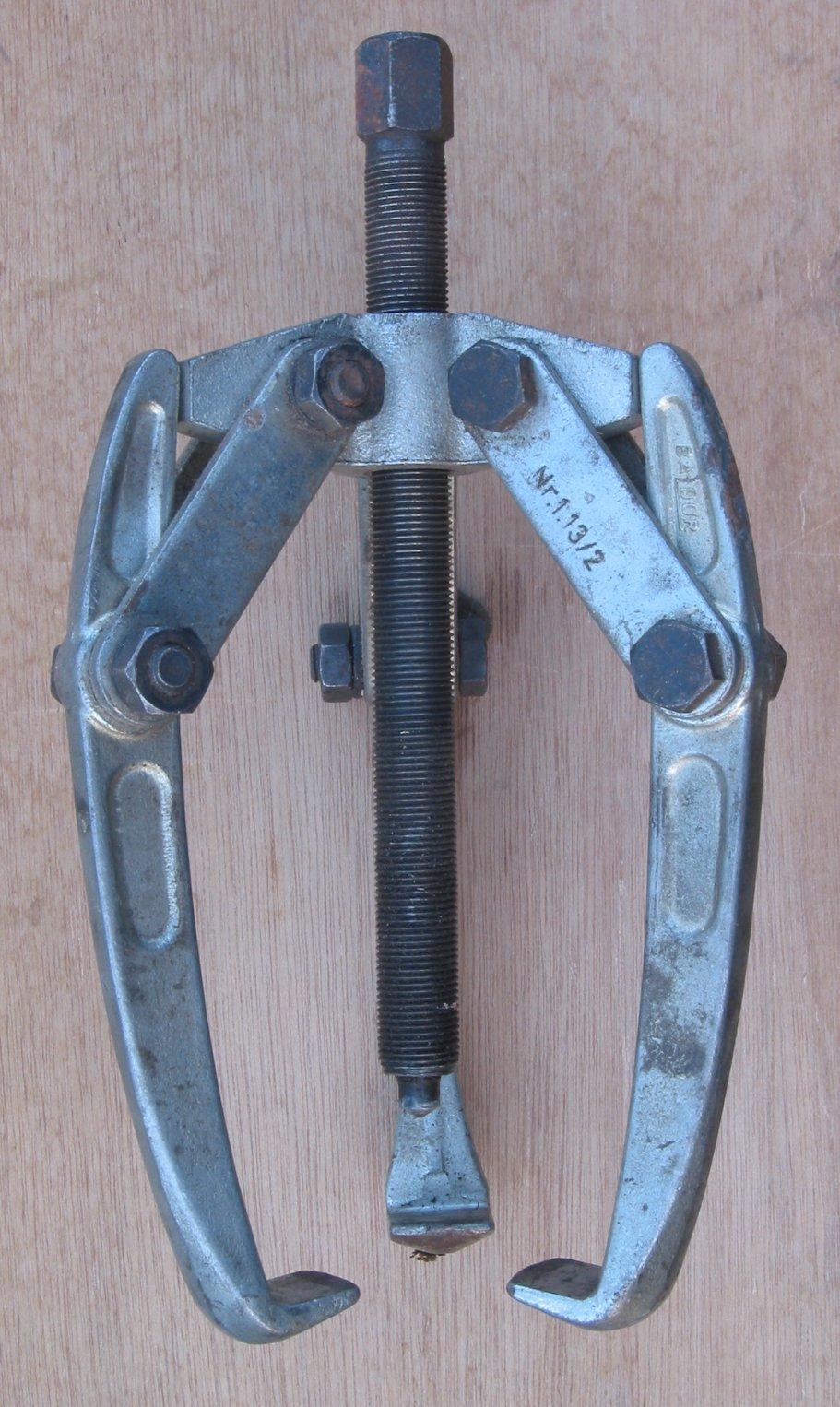
Poelietrekker

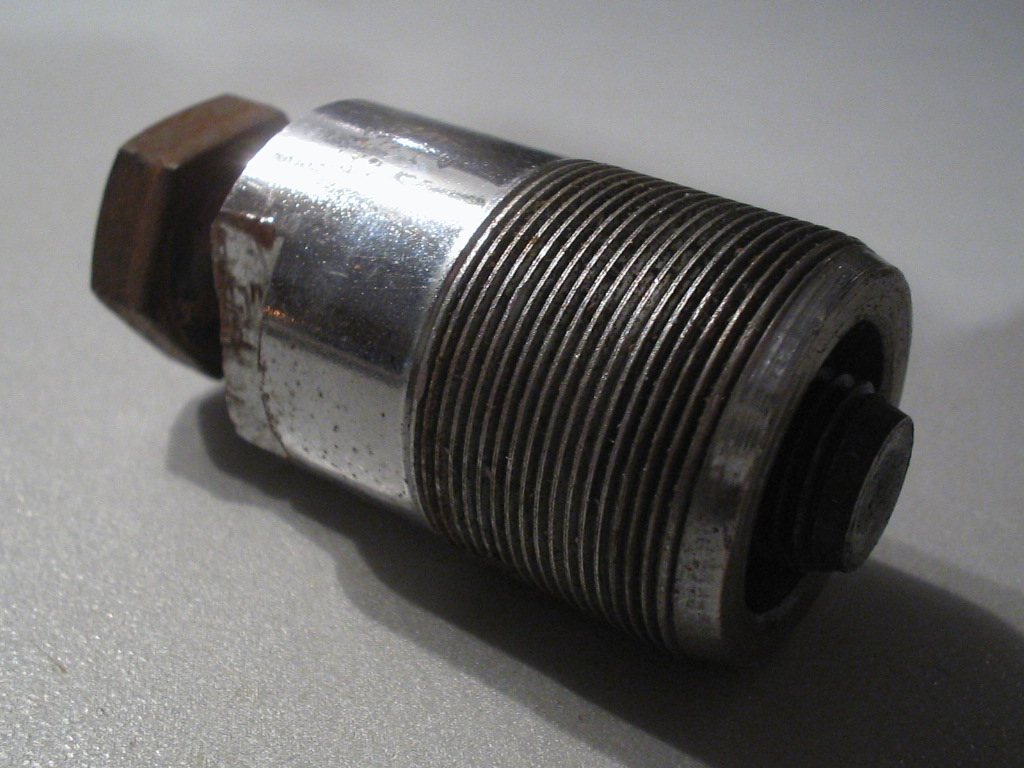
Poelietrekker voor een vliegwiel door middel van een bout in de cilinder

Een poelietrekker is een stuk gereedschap waarmee flenzen, lagers en koppelingen van een as gehaald kunnen worden. Een poelietrekker kan bestaan uit twee of drie "grijpers". De werking van de poelietrekker is door de grijpers achter bijvoorbeeld een lager te haken en dan de bout tegen de as waarop het lager zit te draaien. Vervolgens wordt met een steek- of ringsleutel de zeskantige kop van de bout aangedraaid totdat het lager loskomt.
Er bestaan ook poelietrekkers die uit een ronde metalen cilinder bestaan, waarvan een open kant is dichtgelast. Hierin zit in het midden een zware bout bevestigd met een zeskantige moer. In tegenstelling tot de hierboven beschreven poelietrekker, gaat de werking bij deze poelietrekker als volgt. De poelietrekker wordt bijvoorbeeld over de rotor van een motor geschoven, en de lange bout in de rotor. Door de bout aan te draaien, zal de rotor loskomen van de krukas.
Wat poelietrekkers gemeen hebben, is het feit dat steeds het ene deel gefixeerd wordt terwijl het ander wordt losgewerkt.